# 特殊会社
特殊会社（とくしゅがいしゃ）は、日本において特別法により名称、目的、営業活動の範囲が定められ、設立される会社のことをいう。

## 概説
国策上必要な公共性の高い事業ではあるが、行政機関が行うよりも、会社形態でこれを行う方が適切であると判断される場合に設立される。規模が大きく、また後に完全に民営化して普通の会社に移行させる可能性もあることから、会社法に基づく「株式会社」形態で設立される。
特殊会社は、公的資本があるかどうかによって決まるのではなく、あくまで特別な法律に設立根拠があることで判断される。
類似の概念として「特別な学校法人」があり、放送大学学園法によって設立された放送大学学園と沖縄科学技術大学院大学学園法によって設立された沖縄科学技術大学院大学学園がこれに該当する。
「独立行政法人等登記令」（旧特殊法人登記令）の別表に掲げる法人（狭義の特殊法人）には含まれないが、新設・目的の変更・廃止が総務省による審査の対象となる法人（広義の特殊法人）には含まれる。狭義の特殊法人と比較すると、国の関与はやや少ない。
2010年（平成22年）5月18日に行われた鳩山由紀夫内閣の閣議において、日本郵政や日本政策投資銀行など26社の常勤役員数のうち天下りといわれる公務員OBが占める人数割合を、その時点の2分の1以内から1年間に3分の1以内に削減する方針が決定された。また、国が株式を100%保有する特殊会社の場合、会社ごとに第三者委員会の評価と所管大臣の認可後に役員任命を行うことを決定し、天下り根絶に繋げるとした。なお、多くの特殊会社は公共性の高い事業のため、従業員はみなし公務員となる。

## 特殊会社の一覧

### 特殊法人である特殊会社
括弧内に根拠法を示し、所管省庁別に一覧にする。
総務省所管
- NTTグループ（日本電信電話株式会社等に関する法律、通称NTT法）
  - NTT
  - NTT東日本
  - NTT西日本
- 日本郵政グループ
  - 日本郵政（日本郵政株式会社法）
  - 日本郵便（日本郵便株式会社法）

財務省所管
- 日本たばこ産業（JT、日本たばこ産業株式会社法（JT法））
- 日本政策金融公庫 （株式会社日本政策金融公庫法）
- 日本政策投資銀行 （株式会社日本政策投資銀行法）
- 国際協力銀行（株式会社国際協力銀行法）
- 輸出入・港湾関連情報処理センター（NACCS、電子情報処理組織による輸出入等関連業務の処理等に関する法律）

経済産業省所管
- 日本アルコール産業（日本アルコール産業株式会社法）
- 商工組合中央金庫 （株式会社商工組合中央金庫法）
- 日本貿易保険（貿易保険法）

国土交通省所管
- 成田国際空港（成田国際空港株式会社法）
- 新関西国際空港（関西国際空港及び大阪国際空港の一体的かつ効率的な設置及び管理に関する法律）
- JR二島貨物会社（すべて旅客鉄道株式会社及び日本貨物鉄道株式会社に関する法律（JR会社法））
  - 北海道旅客鉄道（JR北海道）
  - 四国旅客鉄道（JR四国）
  - 日本貨物鉄道（JR貨物）
- 東京地下鉄（東京メトロ）（東京地下鉄株式会社法）
- 高速道路会社（すべて高速道路株式会社法）
  - NEXCO
    - 東日本高速道路（NEXCO東日本）
    - 中日本高速道路（NEXCO中日本）
    - 西日本高速道路（NEXCO西日本）

  - 都市高速道路
    - 首都高速道路
    - 阪神高速道路

  - 本州四国連絡高速道路（JB本四高速）

環境省所管
- 中間貯蔵・環境安全事業（中間貯蔵・環境安全事業株式会社法）

### 認可法人である特殊会社
括弧内に根拠法を示す。
- 地域経済活性化支援機構（株式会社地域経済活性化支援機構法）
- 産業革新投資機構（産業競争力強化法）
- 農林漁業成長産業化支援機構（株式会社農林漁業成長産業化支援機構法）
- 民間資金等活用事業推進機構（民間資金等の活用による公共施設等の整備等の促進に関する法律）
- 海外需要開拓支援機構（株式会社海外需要開拓支援機構法）
- 海外交通・都市開発事業支援機構（株式会社海外交通・都市開発事業支援機構法）
- 海外通信・放送・郵便事業支援機構（株式会社海外通信・放送・郵便事業支援機構法）
- 東日本大震災事業者再生支援機構（株式会社東日本大震災事業者再生支援機構法）
- 脱炭素化支援機構（地球温暖化対策の推進に関する法律）

### 特別民間法人である特殊会社
いずれも、根拠法は中小企業投資育成株式会社法である。
- 東京中小企業投資育成
- 名古屋中小企業投資育成
- 大阪中小企業投資育成

## かつて特殊会社であった法人
特殊銀行は除く
- 南満洲鉄道（明治39年勅令第142号「南満洲鉄道株式会社に関する件」）
  - 同社傘下にあった物流関連会社は現在の東洋埠頭となり存続。
- 東洋拓殖（東洋拓殖株式会社法）
- 樺太開発（樺太開発株式会社法）
- 南洋拓殖（南洋拓殖株式会社令・昭和11年勅令第228号）
- 台湾拓殖（台湾拓殖株式会社法）
- 北支那開発（北支那開発株式会社法）
- 中支那振興（中支那振興株式会社法）
  - いずれも1945年（昭和20年）9月30日、GHQから発出された「植民地銀行、外国銀行及び特別戦時機関の閉鎖」に関する覚書に基づき即時閉鎖（閉鎖機関）[4]、解散した。
- 国際電気通信（国際電気通信株式会社法）
  - 1948年（昭和23年）海外通信施設国有化政策により解散。所有施設は逓信省に移管。残余財産で電気興業株式会社設立（但し接収中だった狛江工場関連は、接収解除後、国際電気（現・日立国際電気）となる）。
- 帝国鉱業開発（帝国鉱業開発株式会社法・昭和14年法律第82号）
  - 1949年（昭和24年）財閥解体政策により解散。新鉱業開発株式会社に全事業を承継。
- 帝国燃料興業（帝国燃料興業株式会社法・昭和12年法律第52号）
  - 1949年（昭和24年）根拠法廃止。
- 日本製鐵 （日本製鐵株式会社法・昭和8年法律第47号）
  - 1950年（昭和25年）財閥解体政策により解散。八幡製鐵・富士製鐵（ともに現・日本製鉄）・日鐵汽船（現・NSユナイテッド海運）・播磨耐火煉瓦（現・黒崎播磨）に事業を承継。
- 帝国石油（帝国石油株式会社法・昭和16年法律第73号）
  - 1950年（昭和25年）根拠法廃止・民営化、2008年（平成20年）に、国際石油開発帝石ホールディングスに吸収合併され、解散。
- 日本通運（日本通運株式会社法・昭和12年法律第46号）
  - 1950年（昭和25年）根拠法廃止・民営化。後に商社部門を分社化、日通商事が設立される。
- 日本発送電（日本発送電株式会社法）
  - 1951年（昭和26年）電気事業再編成令により、9電力会社に現物出資し解散。
- 日本硫安輸出（硫安工業合理化及び硫安輸出調整臨時措置法・昭和29年法律第173号、肥料価格安定等臨時措置法・昭和39年法律第138号）
  - 1954年（昭和29年）設立。根拠法には政府出資に関する規定なし。当初1959年（昭和34年）に失効する予定であったが延長され、さらに新たな根拠法を制定。その後も期限延長がなされてきたが1984年（昭和59年）に根拠法から当該条項削除。
- 石油資源開発（石油資源開発株式会社法・昭和30年法律第152号）
  - 1967年（昭和42年）石油開発公団への事業譲渡のため根拠法廃止。1970年（昭和45年）石油開発公団から事業分離し、通常の商法上の会社として石油資源開発設立。
- 科学研究所（株式会社科学研究所法・昭和30年法律第160号）
  - 1948年（昭和23年）に財団法人理化学研究所の事業を継承し設立された科学研究所（現在の科研製薬）を前身とし、1955年（昭和30年）に根拠法が制定され特殊会社となる。1958年（昭和33年）に理化学研究所法が制定され、根拠法廃止とともに特殊法人（現・独立行政法人）理化学研究所に業務を承継し解散。
- 日本合成ゴム（合成ゴム製造事業特別措置法→日本合成ゴム株式会社に関する臨時措置に関する法律・昭和32年法律第150号）
  - 1957年（昭和32年）民間と日本開発銀行の出資により設立。1958年（昭和33年）根拠法改正により日本開発銀行の出資を政府に譲渡。1967年（昭和42年）から1968年（昭和43年）にかけ政府保有株式を三菱化成工業（現・三菱化学）等に売却、1969年（昭和44年）根拠法廃止。株式額面変更のための合併を経て現在のJSR株式会社となる。ブリヂストンが筆頭株主。
- 電力用炭代金精算→電力用炭販売（電力用炭代金精算株式会社法→電力用炭販売株式会社法・昭和38年法律第144号）
  - 1963年（昭和38年）設立。1965年（昭和40年）根拠法の改正により電力用炭販売と改称。1977年（昭和52年）石炭鉱業合理化臨時措置法等の一部を改正する法律により根拠法廃止、石炭鉱業合理化事業団に営業の全部を出資し解散。
- 日本自動車ターミナル（日本自動車ターミナル株式会社法・昭和40年法律第75号）
  - 1965年（昭和40年）設立。1985年（昭和60年）根拠法廃止、政府出資を会社が買い取り消却。その後、取引先等に出資を仰ぎ、現在に至る。
- 沖縄電力（沖縄振興開発特別措置法・昭和46年法律第131号）
  - 1972年（昭和47年）琉球電力公社の業務を継承し設立。1988年（昭和63年）根拠法から当該条項削除、政府出資を民間に売却。ただし、沖縄県及び沖縄県知事が現在も主要株主に名を連ねている。
- 日本航空機製造（航空機工業振興法・昭和33年法律第150号）
  - 国産飛行機「YS-11」の製造を行った。1983年（昭和58年）解散。1986年（昭和61年）根拠法から当該条項削除。現在はジャムコグループが事業の大半を引き継いでいる。
- 東北開発（東北興業株式会社法→東北開発株式会社法・昭和11年法律第15号）
  - 1936年（昭和11年）東北興業株式会社として設立。1957年（昭和32年）根拠法改正により東北開発株式会社と改称。1986年（昭和61年）根拠法廃止により民営化。その後、1991年（平成3年）に三菱マテリアルに合併し解散。
- 日本航空（JAL、日本航空株式会社法・昭和28年法律第154号）
  - 1953年（昭和28年）に旧日本航空株式会社（1951年設立）の全権利義務を承継し設立。1987年（昭和62年）根拠法廃止・民営化。現・日本航空株式会社。
- 国際電信電話（KDD、国際電信電話株式会社法・昭和27年法律第301号）
  - 1998年（平成10年）根拠法廃止・民営化。同年12月に日本高速通信を吸収合併して「ケイディディ株式会社」に改称後、2000年（平成12年）に第二電電株式会社を存続会社とした合併によってKDDIが発足し、国際電信電話以来の法人格が消滅。
- JR本州三社とJR九州（全て、旅客鉄道株式会社及び日本貨物鉄道株式会社に関する法律・昭和61年法律第88号）
  - 東日本旅客鉄道（JR東日本）
    - 2001年（平成13年）根拠法から当該条項削除。2002年（平成14年）日本鉄道建設公団の保有株式を売却し、完全民営化。

  - 東海旅客鉄道（JR東海）
    - 2001年（平成13年）根拠法から当該条項削除。2006年（平成18年）独立行政法人鉄道建設・運輸施設整備支援機構の保有株式を自己取得し完全民営化。

  - 西日本旅客鉄道（JR西日本）
    - 2001年（平成13年）根拠法から当該条項削除。2004年（平成16年）独立行政法人鉄道建設・運輸施設整備支援機構の保有株式を売却し完全民営化。

  - 九州旅客鉄道（JR九州）
    - 2016年（平成28年）根拠法から当該条項削除。同年10月に独立行政法人鉄道建設・運輸施設整備支援機構の保有株式を売却し完全民営化。
- 電源開発（J-POWER、電源開発促進法）
  - 2003年（平成15年）根拠法廃止。政府保有株式は民営化準備のための会社「J-POWER民営化ファンド株式会社」に現物出資され、2004年（平成16年）に東京証券取引所第1部上場と同時に全株を売却。
- 産業再生機構 （株式会社産業再生機構法）
  - 2003年設立。2007年（平成19年）業務の完了により解散。